# Aconogonon kuttiense
Aconogonon kuttiense är en slideväxtart som beskrevs av G.G. Maiti, R.M. Dutta & C.R. Babu. Aconogonon kuttiense ingår i släktet sliden, och familjen slideväxter. Inga underarter finns listade i Catalogue of Life.